# Color 40

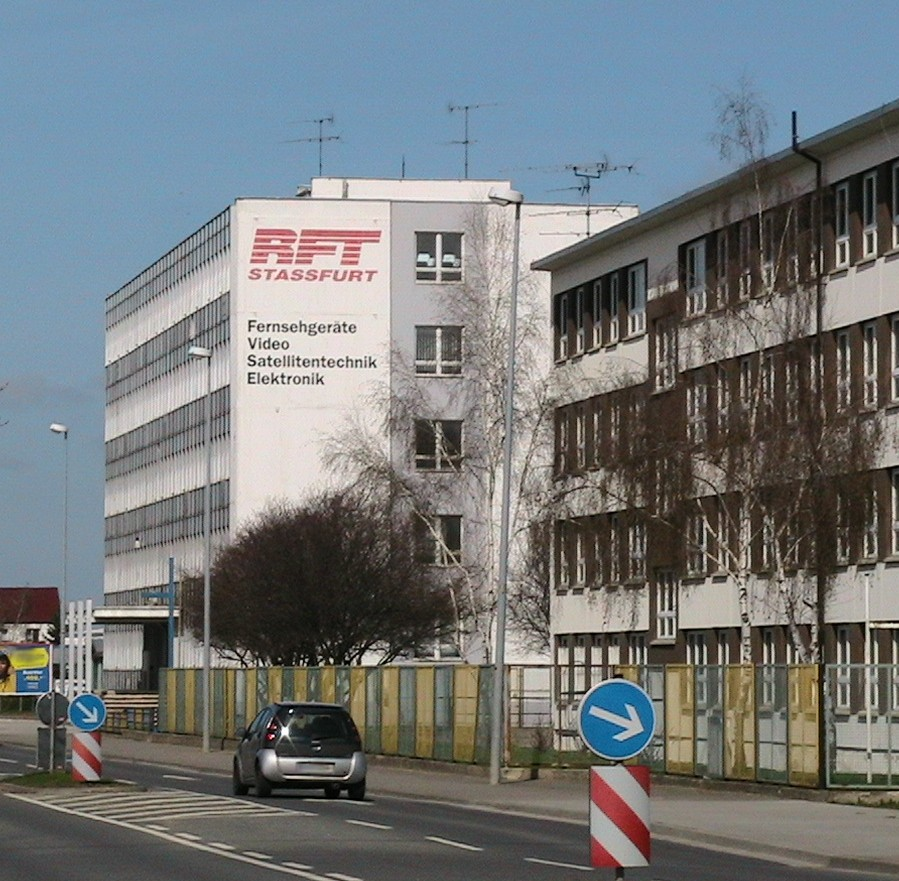
Das RFT-Werk in Staßfurt

Der Color 40 Signum 67-5201 war der letzte in der DDR entwickelte und serienmäßig hergestellte Farbfernseher.
Er wurde vom volkseigenen Betrieb Fernsehgerätewerk Staßfurt, einem RFT-Betrieb, gebaut und am 7. Oktober 1989 zum vierzigsten Jahrestag der Republik auf den Markt gebracht. Mit dem ähnlich bezeichneten Gerät Color 20 hatte der Color 40 außer dem Namen nichts gemeinsam.
Die Geräte hatten in der ersten Ausführung zwei Lautsprecher mit 8 Watt Ausgangsleistung, einen Kabeltuner für die Normen PAL und SECAM, Fernbedienung und eine 67-cm-Bildröhre. Anschlüsse waren vorhanden für Tonband oder Verstärker sowie eine SCART-Buchse mit RGB-Signalen. Die Exportversion verfügte über Stereoton und Videotext.
Das Gerät hatte ein Holzgehäuse, Abmessungen von 787 mm × 545 mm × 470 mm sowie ein Gewicht von 37 kg. Das Gerät hatte eine Fernbedienung.